# Vlag van Cartago

Vlag van Cartago

De vlag van Cartago bestaat uit twee even hoge horizontale banen in de kleuren rood (boven) en blauw.
Deze kleuren zijn afkomstig van het wapenschild van de Costa Ricaanse provincie Cartago, dat in de bovenste helft een gouden leeuw op een rode achtergrond toont en in de onderste helft een gouden kasteel op een blauwe achtergrond. Dit provinciewapen staat hier links afgebeeld.
De provinciehoofdstad Cartago heeft hetzelfde wapen.